# Gyrodactylus stellatus
Gyrodactylus stellatus är en plattmaskart. Gyrodactylus stellatus ingår i släktet Gyrodactylus och familjen Gyrodactylidae. Inga underarter finns listade i Catalogue of Life.